# Nikola Boranijašević
Nikola Boranijašević (Nova Varoš, 1992. május 19. –) szerb korosztályos válogatott labdarúgó, a svájci Zürich hátvédje.

## Pályafutása
Boranijašević a szerbiai Nova Varoš városában született. Az ifjúsági pályafutását a helyi Zlatar Nova Varoš csapatában kezdte. 2007-ben átigazolt a Borac Čačak akadémiájához.
2010-ben mutatkozott be a Borac Čačak felnőtt csapatában. 2011-ben a Polet Ljubić, majd 2012-ben a Rudar Kostolac csapataiban szerepelt kölcsönben. 2016-ban a lett Ventspilshez szerződött, ahol összesen 39 mérkőzésen lépett pályára és egy gólt szerzett. 2017-ben visszatért Szerbiába és a Napredak Kruševacnál játszott. 
2019. január 7-én a svájci másodosztályban szereplő Lausanne-Sport együtteséhez igazolt. Először a 2019. február 8-ai, Vaduz elleni mérkőzésen lépett pályára. Első gólját 2019. augusztus 24-én, az Aarau ellen 5–1-re megnyert találkozón szerezte. A 2019–20-as szezonban 35 mérkőzésen elért két góljával is hozzájárult a klub első osztályba való feljutásában.
2021. július 1-jén három éves szerződést kötött a Zürich csapatával.

## Statisztika
2022. szeptember 18. szerint.
| Klub           | Szezon   | Bajnokság          | Bajnokság | Bajnokság | Kupa  | Kupa  | Nemzetközi | Nemzetközi | Összesen | Összesen |
| Klub           | Szezon   | Bajnokság          | Mérk.     | Gólok     | Mérk. | Gólok | Mérk.      | Gólok      | Mérk.    | Gólok    |
| -------------- | -------- | ------------------ | --------- | --------- | ----- | ----- | ---------- | ---------- | -------- | -------- |
| Lausanne-Sport | 2018–19  | Challenge League   | 12        | 0         | 0     | 0     | 0          | 0          | 12       | 0        |
| Lausanne-Sport | 2019–20  | Challenge League   | 35        | 2         | 3     | 0     | 0          | 0          | 38       | 2        |
| Lausanne-Sport | 2020–21  | Swiss Super League | 33        | 3         | 0     | 0     | 0          | 0          | 33       | 3        |
| Lausanne-Sport | Összesen | Összesen           | 80        | 5         | 3     | 0     | 0          | 0          | 83       | 5        |
| Zürich         | 2021–22  | Swiss Super League | 30        | 4         | 2     | 0     | 0          | 0          | 32       | 4        |
| Zürich         | 2022–23  | Swiss Super League | 8         | 0         | 1     | 0     | 8          | 0          | 17       | 0        |
| Zürich         | Összesen | Összesen           | 38        | 4         | 3     | 0     | 8          | 0          | 49       | 4        |
| Összesen       | Összesen | Összesen           | 118       | 9         | 6     | 0     | 8          | 0          | 132      | 9        |

## Sikerei, díjai
Lausanne-Sport
- Challenge League
  - Feljutó (1): 2019–20